# Hugo Lóndero
Hugo Horacio Lóndero Secullini (né le 27 octobre 1978 à Colonia Caroya dans la province de Córdoba en Argentine) est un joueur de football international colombien d'origine argentine, qui évoluait au poste d'attaquant.

## Biographie

### Carrière en sélection
Avec l'équipe de Colombie, il dispute 3 matchs (pour aucun but inscrit) en 1975. Il figure notamment dans le groupe des sélectionnés lors de la Copa América de 1975.

## Palmarès
| América Cali - Championnat de Colombie : - Meilleur buteur : 1969 (24 buts). |  | Cúcuta Deportivo - Championnat de Colombie : - Meilleur buteur : 1971 (24 buts) et 1972 (27 buts). |  | Atlético Nacional - Championnat de Colombie (2) : - Champion : 1973 et 1976. |